# Fromage de Kostroma

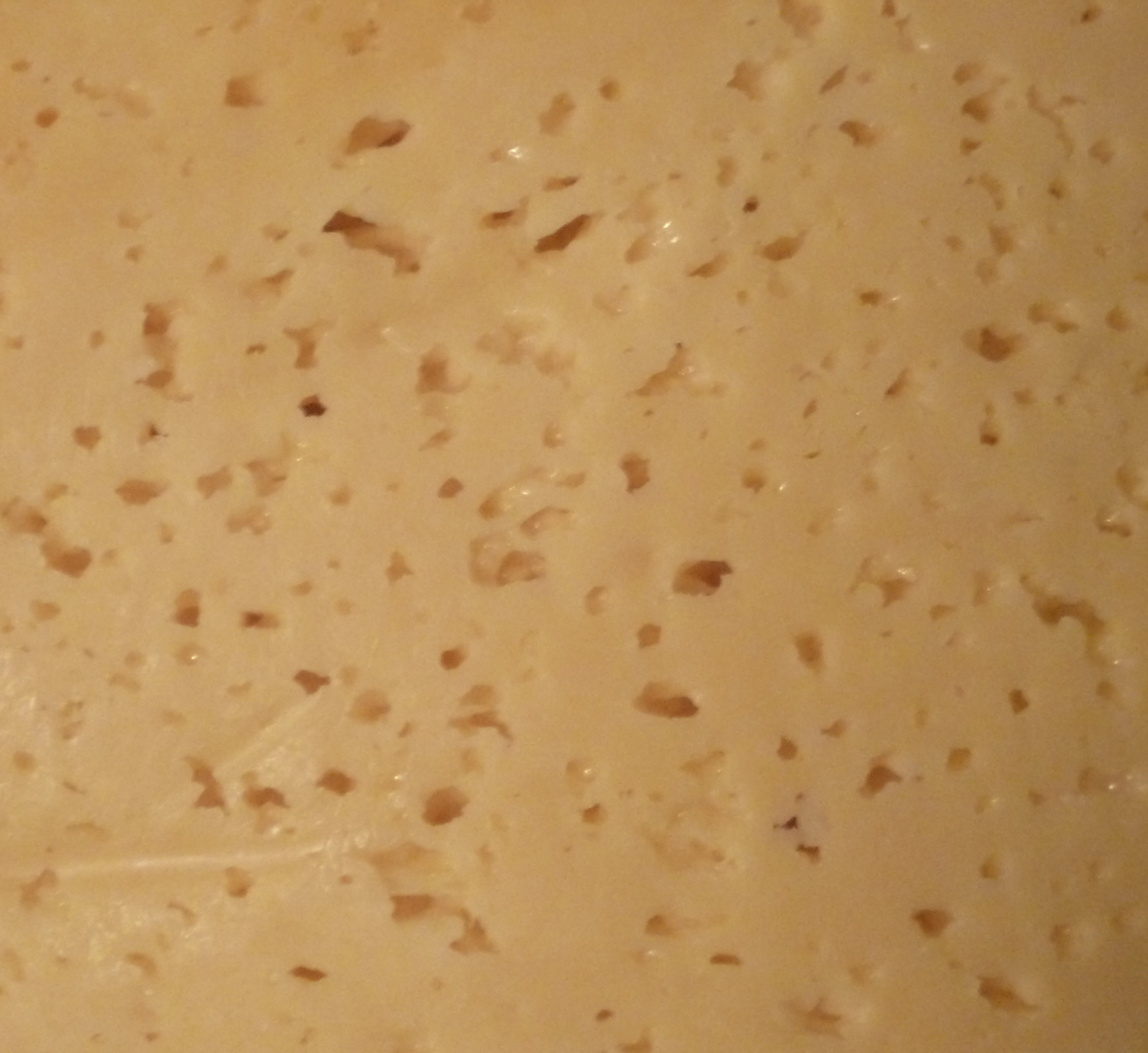
Vue de la pâte du kostroma.

Le fromage de Kostroma (Костромской сыр, Kostromskoï syr) est un fromage dur originaire de Russie, l'un des plus répandus du pays ; il en était de même du temps de l'URSS. C'est un fromage à pâte pressée non cuite. 

## Caractéristiques
Il ressemble par ses caractéristique au fromage de Gouda hollandais, mais son goût est légèrement plus acidulé et aigre. Il est de couleur homogène, du blanc au jaune clair, avec à la coupe de tout petits yeux (trous) de forme ronde. Sa matière grasse est de 45 %. Il se présente sous la forme de petits cylindres légèrement convexes de 3,5 à 7,5 kg. Son affinage est au minimum de quarante-cinq jours.

## Histoire
Le fromage de Kostroma est apparu dans la seconde moitié du XIXe siècle, alors que la demande en produits laitiers se faisait de plus en plus pressante dans les villes ; et il a été d'abord fabriqué à Kostroma à partir de lait de vache (particulièrement la kostroma), notamment dans l'exploitation laitière de Vladimir Ivanovitch Blandov, dont la première grande fromagerie a été construite en 1878. En  1912, il y avait déjà cent vingt fromageries qui produisaient ce fromage dans le gouvernement de Kostroma. Du temps de l'URSS, il était produit dans de nombreuses usines laitières. Aujourd'hui il est fabriqué dans toute la Russie et en Estonie.

## Gastronomie
Ce fromage est habituellement goûté avec du pain noir.